# Блафвју (Висконсин)
Блафвју (енгл. Bluffview) насељено је место без административног статуса у америчкој савезној држави Висконсин.

## Демографија
По попису из 2010. године број становника је 742.
| Група             | 2000.    | 2010.       |
| Белци             | 0 (0,0%) | 365 (49,2%) |
| Афроамериканци    | 0 (0,0%) | 6 (0,8%)    |
| Азијати           | 0 (0,0%) | 0 (0,0%)    |
| Хиспаноамериканци | 0 (0,0%) | 351 (47,3%) |
| Укупно            | 0        | 742         |